# Chiesa di Sofia
La chiesa di Sofia (Sofia kyrka dal nome di Sofia di Nassau 1836-1913, regina di Svezia tra il 1872-1907) è tra le principali chiese di Stoccolma (Svezia).
Progettata in occasione di un concorso pubblico nel 1899, fu consacrata nel 1906.